# Challenger de Campinas 2013
El torneo Tetra Pak Tennis Cup 2013 fue un torneo de tenis profesional que se jugó en pistas de tierra batida. Se trató de la 3ª edición del torneo que forma parte del ATP Challenger Tour 2013. Tuvo lugar en Campinas, Brasil entre el 16 de septiembre y el 22 de septiembre de 2013.

## Jugadores participantes del cuadro de individuales

### Cabezas de serie
| Favorito | País                      | Jugador         | Ranking1 | Posición en el torneo |
| -------- | ------------------------- | --------------- | -------- | --------------------- |
| 1        | Bandera de Argentina      | Guido Pella     | 98       | Cuartos de final      |
| 2        | Bandera de Argentina      | Martín Alund    | 111      | Cuartos de final      |
| 3        | Bandera de Estados Unidos | Wayne Odesnik   | 122      | Primera ronda         |
| 4        | Bandera de Portugal       | Gastão Elias    | 131      | Cuartos de final      |
| 5        | Bandera de Chile          | Paul Capdeville | 151      | Primera ronda         |
| 6        | Bandera de Argentina      | Guido Andreozzi | 169      | Primera ronda         |
| 7        | Bandera de Argentina      | Agustín Velotti | 171      | Segunda ronda         |
| 8        | Bandera de Argentina      | Máximo González | 185      | Semifinales           |

- 1 Se ha tomado en cuenta el ranking del 9 de septiembre de 2013.

### Otros participantes
Los siguientes jugadores recibieron una invitación (wild card), por lo tanto ingresan directamente al cuadro principal (WC):
- Rogério Dutra da Silva
- Fernando Romboli
- Ghilherme Scarpelli
- Caio Zampieri

Los siguientes jugadores ingresan al cuadro principal tras disputar el cuadro clasificatorio (Q):
- Mitchell Krueger
- Sergio Galdós
- Guillermo Durán
- Tiago Lopes

## Campeones

### Individual Masculino
- Guilherme Clezar derrotó en la final a  Facundo Bagnis 6–4, 6–4

### Dobles Masculino
- Guido Andreozzi /  Máximo González derrotaron en la final a  Thiago Alves /  Thiago Monteiro 6–4, 6–4